# Hạ Quan, Nam Kinh
Hạ Quan (tiếng Trung: 下關區, Hán Việt: Hạ Quan khu) là một quận của thành phố Nam Kinh (南京市), tỉnh Giang Tô, Cộng hòa Nhân dân Trung Hoa. Quận này có diện tích 31 km², dân số 280.000 người, quận lỵ đóng tại số 17 phố Thương Phu. Quận Hạ Quan có 6 nhai đạo.